# Olpiolum peruanum
Espèce
 Olpiolum peruanum est une espèce de pseudoscorpions de la famille des Olpiidae.

## Distribution
Cette espèce est endémique de la région de Huánuco au Pérou. Elle se rencontre vers Huánuco.

## Étymologie
Son nom d'espèce lui a été donné en référence au lieu de sa découverte, le Pérou.

## Publication originale
- Max Beier, « Zur Kenntnis der Pseudoscorpioniden-Fauna des Andengebietes.  », Beiträge zur Neotropischen Fauna, vol. 1,‎ 1959, p. 185-228.